# 芭比·比拉爾德
芭芭拉·「芭比」·比拉爾德（英語：Barbara "Bobbi" Billard，1975年12月12日—），美國女模特兒、演員及前職業摔跤手。在職業摔跤界，她於2000年以「Summer」之名在《WoW女子摔角》節目中出道，於2005年退出。她也曾於第三十五届超级碗上的Diet Dr Pepper的廣告《Green Bay Watch》中演出。
2016年7月，她與其他人對WWE提出集體訴訟，聲稱摔跤手在他們的任期內，該公司隱瞞發生腦部創傷的風險。

## 早期生活
比拉爾德出生於德克薩斯州的奧斯丁，後搬至理查森，再搬到加利福尼亞州的米申維耶霍。

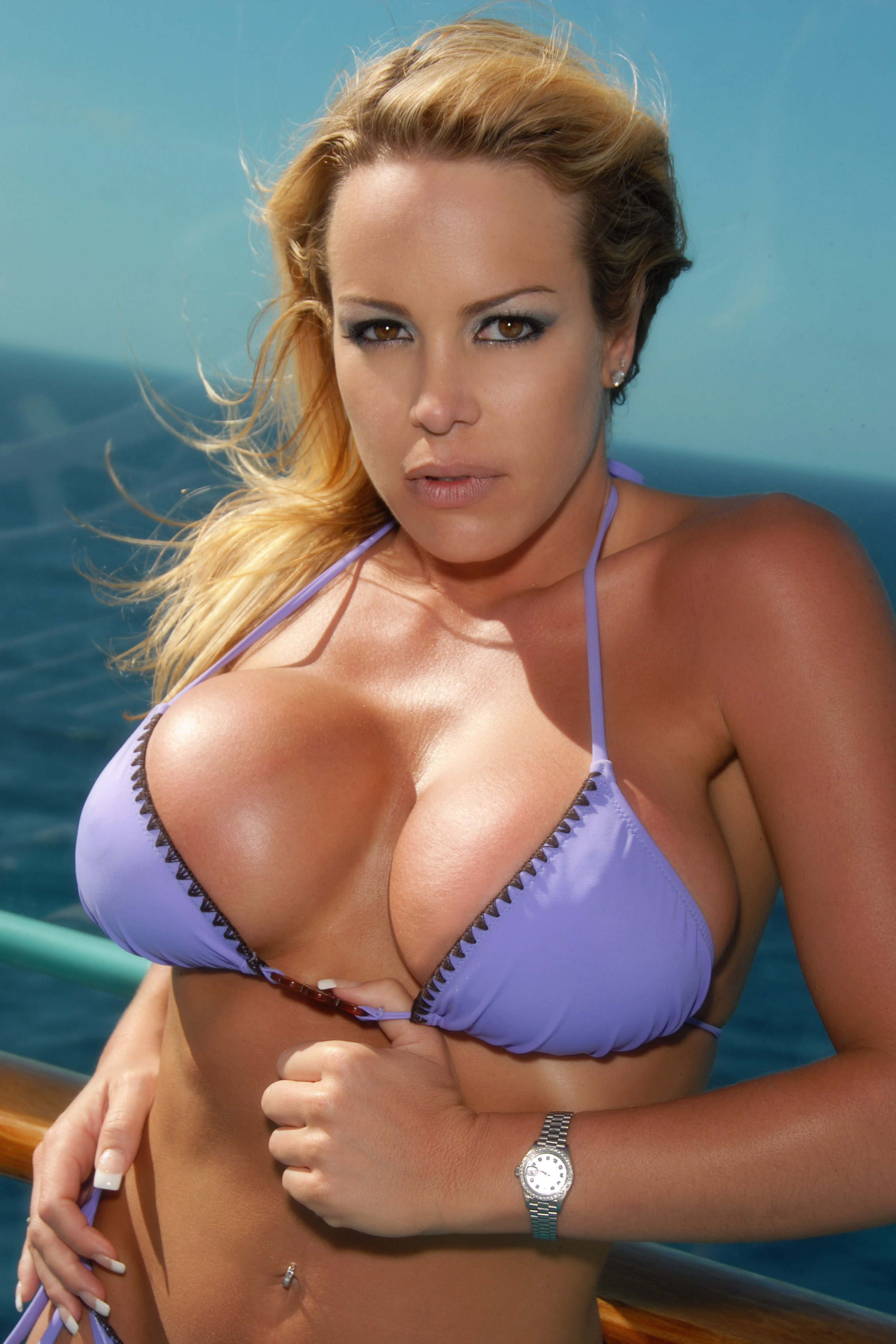
比拉爾德於2007年

## 外部連結
- 官方網站 （页面存档备份，存于）
- 芭比·比拉爾德在互联网电影资料库（IMDb）上的資料（英文）
- Bobbi Billard on Twitter （页面存档备份，存于）